# Gibraltarische Badminton-Juniorenmeisterschaft
Gibraltarische Badminton-Juniorenmeisterschaften werden seit 1997 ausgetragen.

## Die Titelträger
| Saison    | Herreneinzel      | Dameneinzel       | Herrendoppel                       | Damendoppel                         | Mixed             |
| --------- | ----------------- | ----------------- | ---------------------------------- | ----------------------------------- | ----------------- |
| 1997      | David Chevasco    | Alison Avellano   | Keith Menez Michael Valarino       | Alison Avellano Samantha Murchinson | nicht ausgetragen |
| 1998 1999 | nicht ausgetragen | nicht ausgetragen | nicht ausgetragen                  | nicht ausgetragen                   | nicht ausgetragen |
| 2000      | David Chevasco    | Elizabeth Nuza    | Michael Chevasco Christopher Allen | Elizabeth Nuza Priscilla Fernandez  | nicht ausgetragen |
| 2001      | Michael Chevasco  | Rebecca Sita      | Michael Chevasco Christopher Allen | Rebecca Sita Priscilla Fernandez    | nicht ausgetragen |
| 2002      | Zydon Vinales     |                   | Zydon Vinales Carl Viales          |                                     | nicht ausgetragen |
| 2003      | Zydon Vinales     |                   | Zydon Vinales Carl Viales          |                                     | nicht ausgetragen |
| 2004 2005 | keine Daten       | keine Daten       | keine Daten                        | keine Daten                         | nicht ausgetragen |
| 2006      | Sean Ballester    | Isabella Linares  | Sean Ballester Andrew Rodriguez    | Isabella Linares Julia Coelho       | nicht ausgetragen |
| 2007      | Keiroy Montero    | Isabella Linares  | Sean Ballester Andrew Rodriguez    | Isabella Linares Julia Coelho       | nicht ausgetragen |
| 2008 2024 | keine Daten       | keine Daten       | keine Daten                        | keine Daten                         | keine Daten       |